# Rafael Alcântara
Rafael Alcântara do Nascimento, noto come Rafinha (San Paolo, 12 febbraio 1993), è un calciatore brasiliano con cittadinanza spagnola, centrocampista svincolato.

## Biografia
Proviene da una famiglia di atleti: il padre Mazinho era un calciatore, così come suo fratello Thiago Alcántara, attualmente allenatore. La madre Valéria era una pallavolista. Per diverso tempo è stato erroneamente riconosciuto come cugino di Rodrigo, calciatore dell'Al-Gharafa, in prestito dall'Al-Rayyan.

## Caratteristiche tecniche
Centrocampista molto duttile, può giocare anche come trequartista o ala destra. Regista mancino di qualità, bravo tecnicamente e tatticamente e nei passaggi, è discretamente veloce, sa gestire il gioco e ha un buon dribbling, riuscendo anche ad andare in gol. Ha giocato spesso come mezzala sinistra con il CT Luis Enrique.
Nel 2012 è stato inserito nella lista dei migliori giovani nati dopo il 1991 stilata da Don Balón.

## Carriera

### Club

#### Esordi nel Barcellona e Celta Vigo
Incomincia la sua carriera nel 2005, all'età di 12 anni, quando viene acquistato dal Barcellona. Dopo 6 stagioni trascorse nella "cantera" blaugrana, nel gennaio del 2011 passa al Barcellona B, mettendo a segno la sua prima rete contro il Salamanca UDS. Il 6 dicembre 2011 esordisce con la prima squadra nell'incontro di Champions League con il BATĖ Borisov.
Il 29 giugno 2013 rinnova il suo contratto fino al 2016 (con una clausola rescissoria pari a 30 milioni di euro). Il 15 luglio 2013 viene ceduto in prestito al Celta Vigo, con il quale colleziona 32 presenze e 4 reti; dopo una stagione torna al Barcellona.

#### Ritorno al Barcellona e parentesi all'Inter

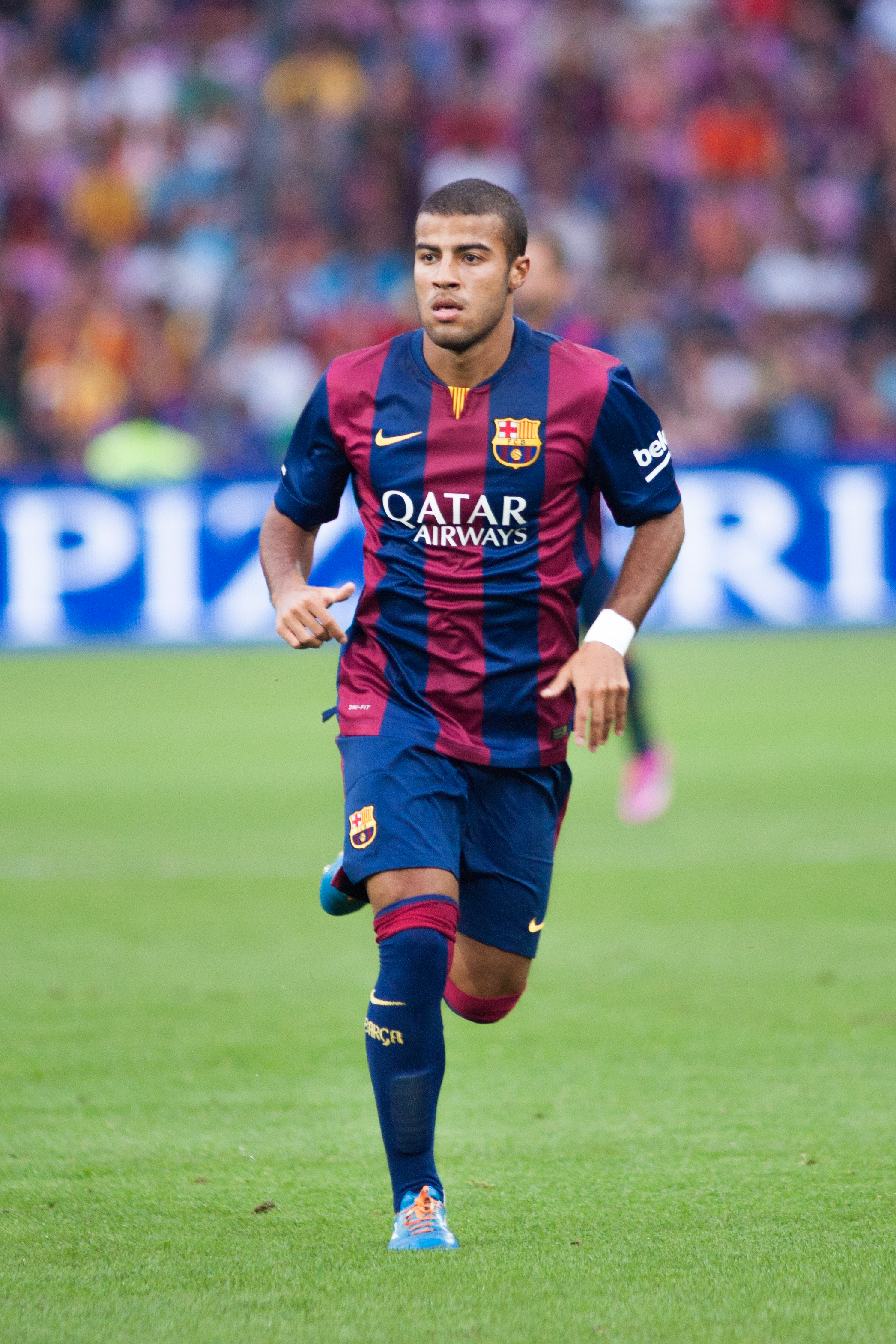
Rafinha con la maglia del Barcellona nel 2014

Nella nuova esperienza in maglia blaugrana Rafinha riesce a trovare più spazio e a fine stagione, pur da comprimario, può festeggiare la vittoria del campionato, della Coppa del Re e della Champions League. La stagione 2015-2016 si apre con il trionfo da titolare nella Supercoppa UEFA ma il 16 settembre 2015, durante la gara di Champions League contro la Roma, subisce la rottura del legamento crociato anteriore del ginocchio destro. Nella stagione successiva il giocatore colleziona solo 28 presenze, anche a causa di un nuovo infortunio (questa volta al menisco) che lo tiene fuori da aprile 2017 fino al termine dell'anno solare.
Il 22 gennaio 2018 passa in prestito all'Inter, con diritto di riscatto fissato a 35 milioni di euro più 3 di bonus. Esordisce in Serie A il 28 gennaio, nei minuti di recupero dell'incontro con la SPAL (pareggiato 1-1). Inserito spesso nell'undici titolare delle seguenti partite, il 6 maggio segna la prima rete nella vittoria per 4-0 con l'Udinese. Il suo contributo si rivela fondamentale per il raggiungimento del quarto posto valido per la qualificazione alla successiva Champions League, ma a fine stagione non viene riscattato.
Tornato al Barcellona, colleziona 8 presenze in avvio di stagione tra campionato e coppe (segnando un goal in Champions proprio all'Inter), prima di rompersi il legamento crociato anteriore del ginocchio sinistro nel novembre 2018 e saltare la restante parte di stagione.

#### Ritorno al Celta Vigo
Il 2 settembre 2019, dopo aver raccolto 3 presenze con il Barcellona in campionato, fa nuovamente ritorno al Celta Vigo, con la formula del prestito con opzione di acquisto per 16 milioni di euro.

#### Paris Saint-Germain e prestito alla Real Sociedad
Il 5 ottobre 2020 viene ceduto a titolo gratuito al Paris Saint-Germain. con bonus pari a 3 milioni e il 35% su una futura rivendita.
In un anno e mezzo mette insieme solo 39 presenze e così il 27 dicembre 2021 passa in prestito alla Real Sociedad. In Spagna segna solo una volta in 17 incontri di campionato.

#### Al-Arabi
Tornato al Paris Saint-Germain al termine del prestito, il 3 settembre 2022 viene ceduto a titolo gratuito all'Al-Arabi, club della Qatar Stars League.

### Nazionale
Dopo aver rappresentato la Spagna a livello giovanile, dall'Under-16 fino all'Under-19, nel 2013 decide di vestire la maglia del Brasile e partecipa con l'Under-20 brasiliana al campionato sudamericano Under-20 2013, non riuscendo tuttavia a superare la prima fase.
Viene convocato per la Copa América Centenario negli Stati Uniti, salvo poi essere sostituito da Lucas per problemi muscolari. Nello stesso anno viene convocato per le Olimpiadi 2016 in Brasile, che si concludono con la vittoria della selezione verdeoro, infatti nella finale contro la Germania la partita si conclude per 1-1 fino alla conclusione dei supplementari, il Brasile vince per 5-4 ai rigori e Alcântara è tra i calciatori che segna dal dischetto.

## Statistiche

### Presenze e reti nei club
Statistiche aggiornate al 2 luglio 2024.
| Stagione                   | Squadra                    | Campionato                 | Campionato | Campionato | Coppe nazionali | Coppe nazionali | Coppe nazionali | Coppe continentali | Coppe continentali | Coppe continentali | Altre coppe | Altre coppe | Altre coppe | Totale | Totale |
| Stagione                   | Squadra                    | Comp                       | Pres       | Reti       | Comp            | Pres            | Reti            | Comp               | Pres               | Reti               | Comp        | Pres        | Reti        | Pres   | Reti   |
| -------------------------- | -------------------------- | -------------------------- | ---------- | ---------- | --------------- | --------------- | --------------- | ------------------ | ------------------ | ------------------ | ----------- | ----------- | ----------- | ------ | ------ |
| 2010-2011                  | Barcellona B               | SD                         | 9          | 1          | -               | -               | -               | -                  | -                  | -                  | -           | -           | -           | 9      | 1      |
| 2011-2012                  | Barcellona B               | SD                         | 39         | 8          | -               | -               | -               | -                  | -                  | -                  | -           | -           | -           | 39     | 8      |
| 2012-2013                  | Barcellona B               | SD                         | 36         | 10         | -               | -               | -               | -                  | -                  | -                  | -           | -           | -           | 36     | 10     |
| Totale Barcellona B        | Totale Barcellona B        | Totale Barcellona B        | 84         | 19         |                 | -               | -               |                    | -                  | -                  |             | -           | -           | 84     | 19     |
| 2011-2012                  | Barcellona                 | PD                         | 0          | 0          | CR              | 1               | 0               | UCL                | 1                  | 0                  | SS+SU+Cmc   | 0           | 0           | 2      | 0      |
| 2012-2013                  | Barcellona                 | PD                         | 0          | 0          | CR              | 0               | 0               | UCL                | 1                  | 0                  | SS          | 0           | 0           | 1      | 0      |
| 2013-2014                  | Celta Vigo                 | PD                         | 32         | 4          | CR              | 1               | 0               | -                  | -                  | -                  | -           | -           | -           | 33     | 4      |
| 2014-2015                  | Barcellona                 | PD                         | 24         | 1          | CR              | 6               | 1               | UCL                | 6                  | 0                  | -           | -           | -           | 36     | 2      |
| 2015-2016                  | Barcellona                 | PD                         | 6          | 1          | CR              | 1               | 0               | UCL                | 2                  | 0                  | SU+SS+Cmc   | 1+1+0       | 1+0+0       | 11     | 2      |
| 2016-2017                  | Barcellona                 | PD                         | 18         | 6          | CR              | 4               | 1               | UCL                | 6                  | 0                  | SS          | 0           | 0           | 28     | 7      |
| 2017-gen. 2018             | Barcellona                 | PD                         | 0          | 0          | CR              | 1               | 0               | UCL                | 0                  | 0                  | SS          | 0           | 0           | 1      | 0      |
| gen.-giu. 2018             | Inter                      | A                          | 17         | 2          | CI              | 0               | 0               | -                  | -                  | -                  | -           | -           | -           | 17     | 2      |
| 2018-2019                  | Barcellona                 | PD                         | 5          | 0          | CR              | 0               | 0               | UCL                | 2                  | 1                  | SS          | 1           | 0           | 8      | 1      |
| ago. 2019                  | Barcellona                 | PD                         | 3          | 0          | CR              | 0               | 0               | UCL                | 0                  | 0                  | SS          | 0           | 0           | 3      | 0      |
| Totale Barcellona          | Totale Barcellona          | Totale Barcellona          | 56         | 8          |                 | 13              | 2               |                    | 18                 | 1                  |             | 3           | 1           | 90     | 12     |
| 2019-2020                  | Celta Vigo                 | PD                         | 29         | 4          | CR              | 1               | 0               | -                  | -                  | -                  | -           | -           | -           | 30     | 4      |
| Totale Celta Vigo          | Totale Celta Vigo          | Totale Celta Vigo          | 61         | 8          |                 | 2               | 0               |                    | -                  | -                  |             | -           | -           | 63     | 8      |
| 2020-2021                  | Paris Saint-Germain        | L1                         | 23         | 0          | CF              | 3               | 0               | UCL                | 8                  | 0                  | SF          | -           | -           | 34     | 0      |
| 2021-gen. 2022             | Paris Saint-Germain        | L1                         | 5          | 0          | CF              | 0               | 0               | UCL                | 0                  | 0                  | SF          | -           | -           | 5      | 0      |
| gen.-giu. 2022             | Real Sociedad              | PD                         | 17         | 1          | CR              | 2               | 0               | UEL                | 2                  | 0                  | -           | -           | -           | 21     | 1      |
| ago.-set. 2022             | Paris Saint-Germain        | L1                         | 0          | 0          | CF              | 0               | 0               | UCL                | 0                  | 0                  | SF          | -           | -           | 0      | 0      |
| Totale Paris Saint-Germain | Totale Paris Saint-Germain | Totale Paris Saint-Germain | 28         | 0          |                 | 3               | 0               |                    | 8                  | 0                  |             | 0           | 0           | 39     | 0      |
| set. 2022-2023             | Al-Arabi                   | QSL                        | 13         | 0          | QSC+EQC         | 4+4             | 0+2             | ACL                | -                  | -                  | CQ          | 1           | 0           | 22     | 2      |
| 2023-2024                  | Al-Arabi                   | QSL                        | 16         | 5          | QSC+EQC         | 0+2             | 0+1             | ACL                | 1                  | 0                  | CQ          | 0           | 0           | 19     | 6      |
| Totale Al-Arabi            | Totale Al-Arabi            | Totale Al-Arabi            | 29         | 5          |                 | 10              | 3               |                    | 1                  | 0                  |             | 1           | 0           | 41     | 8      |
| Totale carriera            | Totale carriera            | Totale carriera            | 292        | 43         |                 | 30              | 5               |                    | 29                 | 1                  |             | 4           | 1           | 355    | 50     |

### Cronologia presenze reti in nazionale
| Cronologia completa delle presenze e delle reti in nazionale ― Brasile | Cronologia completa delle presenze e delle reti in nazionale ― Brasile | Cronologia completa delle presenze e delle reti in nazionale ― Brasile | Cronologia completa delle presenze e delle reti in nazionale ― Brasile | Cronologia completa delle presenze e delle reti in nazionale ― Brasile | Cronologia completa delle presenze e delle reti in nazionale ― Brasile | Cronologia completa delle presenze e delle reti in nazionale ― Brasile | Cronologia completa delle presenze e delle reti in nazionale ― Brasile |
| Data                                                                   | Città                                                                  | In casa                                                                | Risultato                                                              | Ospiti                                                                 | Competizione                                                           | Reti                                                                   | Note                                                                   |
| ---------------------------------------------------------------------- | ---------------------------------------------------------------------- | ---------------------------------------------------------------------- | ---------------------------------------------------------------------- | ---------------------------------------------------------------------- | ---------------------------------------------------------------------- | ---------------------------------------------------------------------- | ---------------------------------------------------------------------- |
| 5-9-2015                                                               | Harrison                                                               | Brasile                                                                | 1 – 0                                                                  | Costa Rica                                                             | Amichevole                                                             | -                                                                      | 81’                                                                    |
| 9-9-2015                                                               | Foxborough                                                             | Stati Uniti                                                            | 1 – 4                                                                  | Brasile                                                                | Amichevole                                                             | 1                                                                      | 63’                                                                    |
| Totale                                                                 |                                                                        | Presenze                                                               | 2                                                                      |                                                                        | Reti                                                                   | 1                                                                      |                                                                        |

## Palmarès

### Club

#### Competizioni nazionali
- Supercoppa di Spagna: 3

Barcellona: 2011, 2016, 2018
- Coppa di Spagna: 5

Barcellona: 2011-2012, 2014-2015, 2015-2016, 2016-2017, 2017-2018
- Campionato spagnolo: 4

Barcellona: 2014-2015, 2015-2016, 2017-2018, 2018-2019
- Coppa di Francia: 1

Paris Saint-Germain: 2020-2021
- Supercoppa francese: 2

Paris Saint-Germain: 2020, 2022
- Campionato francese: 1

Paris Saint-Germain: 2021-2022

#### Competizioni internazionali
- UEFA Champions League: 1

Barcellona: 2014-2015
- Supercoppa UEFA: 1

Barcellona: 2015
- Coppa del mondo per club: 1

Barcellona: 2015

### Nazionale
- Oro olimpico: 1

Rio de Janeiro 2016

### Individuale
- Giocatore rivelazione della Liga spagnola: 1

2013-2014